# Grandson (huyện)
Grandson là một huyện cũ thuộc bang Vaud ở Thụy Sĩ. Huyện lỵ là thị xã Grandson.
Ngày 1 tháng 9 năm 2006, huyện giải thể và sáp nhập toàn bộ vào huyện Jura-Nord vaudois.

## Đô thị
- Bonvillars
- Bullet
- Champagne
- Concise
- Corcelles-près-Concise
- Fiez
- Fontaines-sur-Grandson
- Fontanezier
- Giez
- Grandevent
- Grandson
- Mauborget
- Mutrux
- Novalles
- Onnens
- Provence
- Romairon
- Sainte-Croix
- Vaugondry
- Villars-Burquin